# Arithmaurel

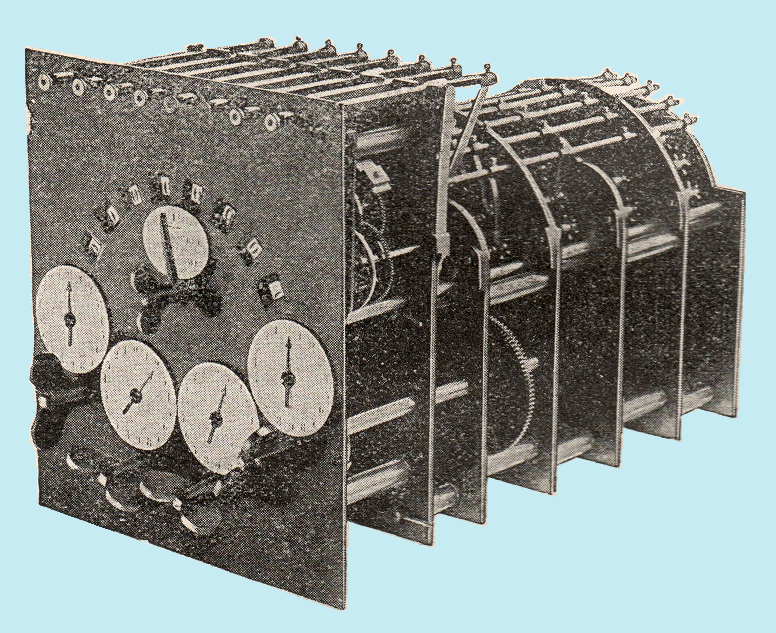
Arithmaurel: los vástagos en la parte superior son para ingresar los operandos y los diales con sus teclas son para ingresar a los operadores

La Arithmaurel era una calculadora mecánica que tenía una interfaz de usuario muy intuitiva, especialmente para multiplicar y dividir números porque el resultado se mostraba tan pronto como se ingresaban los operandos.  Fue patentada por primera vez en Francia por Timoleon Maurel, en 1842. Recibió una medalla de oro en la exposición nacional francesa en París en 1849. Desafortunadamente, su complejidad y la fragilidad de su diseño impidieron su fabricación.
Su nombre proviene de la concatenación de Arithmometer, la máquina que inspiró su diseño y de Maurel, el nombre de su inventor. El corazón o núcleo de la máquina utiliza un cilindro escalonado Leibniz accionado por un conjunto de engranajes diferenciales.

## Historia
En 1842, Timoleon Maurel patentó una versión anterior de su máquina, luego mejoró su diseño con la ayuda de Jean Jayet y la patentó en 1846. Este es el diseño que ganó una medalla de oro en la Exposición Nacional de París en 1849. 
Se le pidió a Winnerl, un relojero francés, que fabricara el dispositivo en 1850, pero solo se fabricaron treinta máquinas porque la máquina era demasiado compleja para las capacidades de fabricación de la época. Durante los primeros cuatro años, Winnerl no pudo construir ninguna de las máquinas de 8 dígitos (un mínimo para cualquier uso profesional) que se había pedido, mientras que Thomas de Colmar entregó, durante el mismo período, doscientos aritmómetros de 10 dígitos y cincuenta unos de 16 dígitos.
Debe notarse que ninguna de las máquinas que se construyeron y ninguna de las máquinas descritas en las patentes se podrían usar a plena capacidad porque la capacidad del registro de visualización de resultados era igual a la capacidad del registro de operandos (para una multiplicación, la capacidad del registro de resultados debe ser igual a la capacidad del registro de operandos aumentada por la capacidad del registro de operadores). 

## Descripción
A continuación se describe una de las dos máquinas introducidas en la patente de 1846. Tiene una capacidad de cinco dígitos para el operador y diez dígitos para el operando y los registros de resultados. 
Todos los registros están ubicados en el panel frontal, el mecanismo de restablecimiento está en el lado. 
- 10 vástagos numerados, dispuestos horizontalmente en la parte superior del panel frontal, se pueden jalar a diferentes longitudes para ingresar a los operandos con el vástago que se encuentra más a la derecha representando unidades.
- Se utiliza un registro de visualización de 10 dígitos ubicado en el medio para mostrar los resultados.
- Se utilizan 5 diales, cada uno junto con una tecla de entrada, para ingresar a los operadores con el dial que está más a la derecha representando las unidades.  Si gira la unidad de unidades una división en el sentido de las agujas del reloj, se agregará el contenido del registro de operandos al total.  Si gira la unidad de las unidades una división en sentido contrario a las agujas del reloj, se restará el contenido del registro de operandos del total actual. Si gira la tecla diez una división hacia la derecha, se agregará 10 veces el contenido del registro de operandos al total, etc.  .